# لنز درون‌چشمی

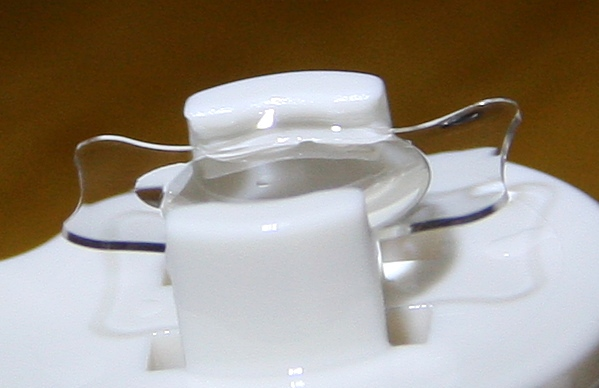
لنز مدل Acrylic MICS در نگه‌دارنده

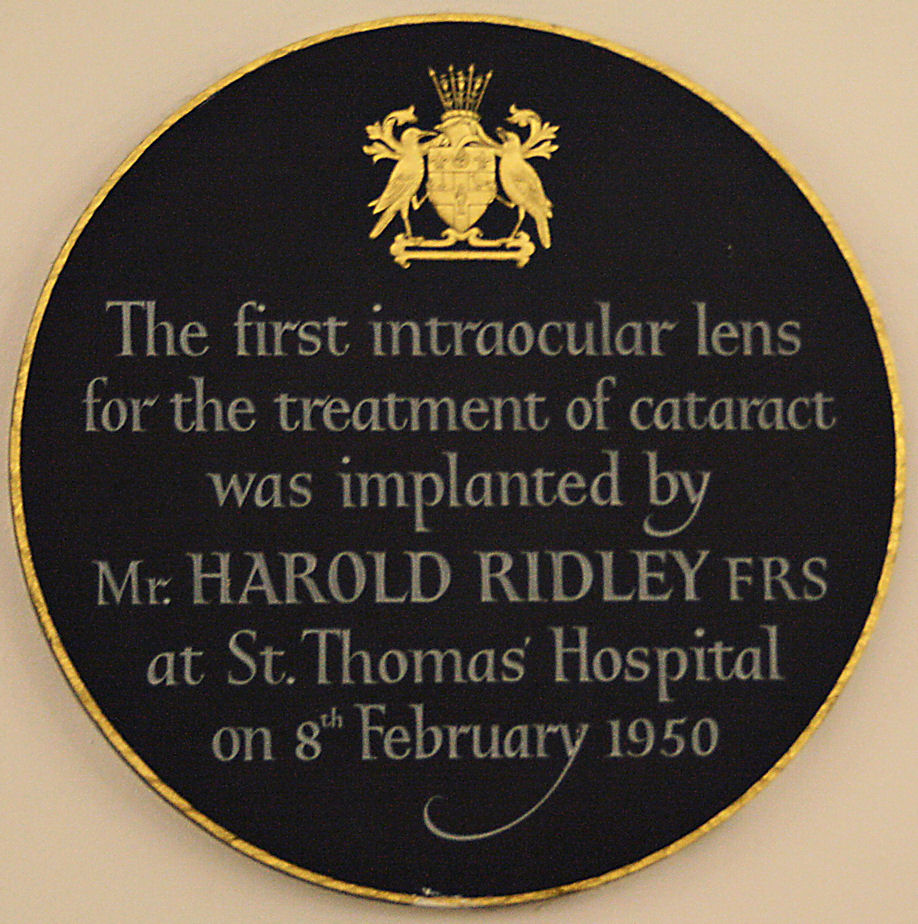
نخستین لنز داخل چشمی دائمی در ۸ فوریه ۱۹۵۰ توسط سر هارولد رایدلی و در بیمارستان سنت توماس لندن کاشته شد.

عدسک، لنز درون‌چشمی یا لنز داخل چشمی (به انگلیسی: Intraocular Lens) گونه‌ای عدسی است که در داخل چشم انسان به‌طور دائمی کاشته می‌شود تا بیماری‌هایی نظیر آب‌مروارید، نزدیک‌بینی یا دوربینی را اصلاح کند. رایج‌ترین نوع عدسک داخل چشمی آن‌هایی هستند که به جای عدسی طبیعی چشم که به نوعی دچار اختلال است، قرار داده می‌شوند. در اصطلاح پزشکی به این نوع لنزها "سودوفاکیک=pseudophakic IOL" گفته می‌شود. عموماً این گونه لنزها در جریان عمل آب مروارید و پس از آنکه عدسی تار شده (به اصطلاح کاتاراکت) برداشته شد، به جای لنز طبیعی چشم بیمار قرار داده می‌شوند. نوع دیگر عدسک داخلی در اصطلاح "فاکیک=phakic IOL یا PIOL" گفته می‌شود. این گونه لنزها روی عدسی طبیعی چشم قرار داده می‌شوند و برای درمان عیوب انکساری چشم نظیر نزدیک‌بینی مناسب هستند. این گونه عدسک‌های داخل چشمی عموماً از جنس پلاستیک هستند و دو گیره به اصطلاح چسبنده دارند که در اتاقک چشم به راحتی لنز را نگاه‌داری می‌کنند. در گذشته، لنزهای داخل چشمی از مواد غیرقابل انعطاف ساخته می‌شدند؛ موادی همچون متیل متاکریلات. اما امروزه از مواد انعطاف‌پذیر درست می‌شوند. بیشتر لنزهای داخل چشمی که امروز استفاده می‌شوند، تک‌کانونی هستند؛ به این معنی که یا برای تمرکز دید دور یا دید نزدیک کارایی دارند. با این حال گونه‌های دیگری چون لنزهای چندکانونی برای دید دور، میانه و نزدیک به‌طور هم‌زمان و لنزهای تطابقی نیز در دسترس هستند.
در واقع جراحی کاشت لنز داخل چشمی پس از برداشتن کاتاراکت، یکی از شایع‌ترین اعمال جراحی چشم به حساب می‌آید. جراحان چشم، سالیانه بیش از ۶ میلیون جراحی کاشت لنز داخل چشمی انجام می‌دهند. عمل با بیحسی موضعی صورت می‌گیرد و بیمار در جریان عمل کاملاً هشیار است. بهره‌گیری از مواد انعطاف‌پذیر، این امکان را می‌دهد که جراح با یک برش بسیار کوچک، لنز را داخل چشم قرار دهد و این باعث می‌شود دیگر نیازی به بخیه زدن نباشد. این عمل معمولاً چنانچه توسط یک چشم‌پزشک ماهر صورت گیرد، کم‌تر از ۳۰ دقیقه زمان می‌برد و دوره نقاحت نیز ۲ تا ۳ هفته است. پس از عمل، بیمار می‌بایست از هر گونه فعالیت ورزشی یا غیر ورزشی که فشار خون را بالا می‌برد، دوری کند. همچنین بیمار می‌بایست در فواصل گوناگون پس از عمل توسط پزشک معالج مورد معاینه (چک آپ یا پست آپ) قرار گیرد تا از نحوه پیشرفت عمل اطمینان حاصل گردد.
جراحی لنز داخل چشمی، همچون دیگر جراحی‌ها، ممکن است با خطراتی همراه باشد که از آن جمله می‌توان به عفونت چشم و در نتیجه تخلیه چشم، شل شدن لنز، چرخیدن و جابه‌جایی لنز، تورم چشم، دیدن حاله دور منابع نور در شب و … اشاره کرد. با این حال طی پژوهش‌های نظام‌مند مشخص شده که این نوع جراحی از جراحی چشم با لیزر بسیار امن‌تر است. با وجود آنکه لنزهای داخل چشمی برای برخی بیماران جایگزین عینک می‌شوند، اما بسیاری از بیماران برای انجام برخی کارها همچون خواندن، پس از عمل لنز داخل چشمی باز هم به عینک نیاز خواهند داشت.